# Provinz Requena
Die Provinz Requena liegt in der Region Loreto im Nordosten von Peru. Die Provinz hat eine Fläche von 49.478 km². Beim Zensus im Jahr 2017 lebten 58.511 Menschen in der Provinz. 10 Jahre zuvor lag die Einwohnerzahl bei 65.692. Verwaltungssitz ist die Stadt Requena.

## Geographische Lage
Die Provinz Requena liegt im Südosten der Region Loreto im Amazonastiefland. Der Río Ucayali durchfließt den Nordwesten der Provinz und bildet dabei zwei Flussarme aus. Der Río Tapiche entwässert einen Großteil der Provinz. Die Provinzhauptstadt liegt an dessen Einmündung in den Río Ucayali. Der Río Yavarí verläuft entlang der nordöstlichen Provinzgrenze, die zugleich die Staatsgrenze zu Brasilien bildet. Die Provinz Requena grenzt im Nordosten an  die Provinz Mariscal Ramón Castilla, im Norden die Provinz Maynas, im Nordwesten an die Provinz Loreto, im Westen an die Provinz Alto Amazonas, im Südwesten an die Provinz Ucayali sowie im Süden an die Provinz Coronel Portillo (Region Ucayali).

## Verwaltungsgliederung
Die Provinz Requena ist in elf Distrikte unterteilt. Der Distrikt Requena ist Sitz der Provinzverwaltung.
| Distrikt          | Verwaltungssitz  |
| ----------------- | ---------------- |
| Alto Tapiche      | Santa Elena      |
| Capelo            | Flor de Punga    |
| Emilio San Martín | Tamanco          |
| Jenaro Herrera    | Jenaro Herrera   |
| Maquía            | San Roque        |
| Puinahua          | Bretaña          |
| Requena           | Requena          |
| Saquena           | Bagazán          |
| Soplin            | Nueva Alejandría |
| Tapiche           | Iberia           |
| Yaquerana         | Colonia Angamos  |